# دبليو. إم. جنكينز
دبليو. إم. جنكينز هو سياسي كندي، ولد في 19 أبريل 1884 في Kings County, New Brunswick ‏ في كندا، وتوفي في 7 فبراير 1968 في جاجتون في كندا. نشط حزبياً في الجمعية الليبرالية لنيو برونزويك ‏. وقد انتخب عضو الجمعية التشريعية لنيو برونزويك ‏.